# Modula
Modula to stworzony w roku 1978 język programowania. Jego autorem jest Niklaus Wirth. Modula jest ulepszoną wersją języka Pascal.
W nowym języku autor postanowił postawić na modularność. Bardziej modularny język nadaje się do budowy dużych programów, kompilatorów czy systemów operacyjnych. Jeden moduł zawiera związane ze sobą procedury i dane; podobnie jak obiekt składa się z części definiującej oddziaływanie z innymi modułami i części określającej jego funkcje. Modula pozwala odwoływać się bezpośrednio do sprzętu.
Pokrewne języki:
- Modula-Prolog, wersja przeznaczona do programowania logicznego
- Modula/R, wersja przeznaczona do programowania baz danych